# 海尔布隆
海尔布隆（德語：Heilbronn，發音：[haɪlˈbʁɔn] ⓘ）是德国巴登-符腾堡州北部的城市，人口约12万，是该州的第六大城市和符腾堡的第二大城市。它是隶属于斯图加特行政区的非县辖城市，同时也是海尔布隆县的县政府所在地。
海尔布隆以葡萄酒而出名，有“葡萄酒之城”之称。海尔布隆也被称为“小凯蒂之城”（德语：Käthchenstadt），得名于德国戏剧家海因里希·冯·科莱斯特的戏剧作品《海尔布隆的小凯蒂》（Das Käthchen von Heilbronn，1807年—1808年）。

## 中文名稱
由於兩岸翻譯上的不同，因此台灣則將其音譯為「海布隆」；中國大陸則將其音譯為「海尔布隆」。

## 历史
741年海尔布隆第一次以“Helibrunna”的名字出现，意思是“泉”。1146年随着市场、造币厂和港口的建立，海尔布隆逐渐发展成为重要的贸易中心。
1281年鲁道夫一世授予海尔布隆城市权利，内卡河上的港口和水力磨坊使得海尔布隆的贸易经济发展迅猛，1371年查理四世宣布海尔布隆为帝国自由城市，直接受皇帝管辖，不用受到周边地区贵族的约束。同皇帝的紧密关系，以及1417年至1622年与普法尔茨的联盟，让海尔布隆能够与符腾堡抗衡，政治上的稳定使得海尔布隆在15世纪继续繁荣发展，当时的人口约4000，城市的多数历史建筑大都初建于这个时期。此后海尔布隆受到三十年战争和大同盟战争之苦，几度被法国人占领。
1750年左右，海尔布隆出现了一大批洛可可建筑。1802年结束帝国自由城市时代后开始了工业化，内卡河通行，又建造了运河，19世纪末海尔布隆成为符腾堡的第二大城市和符腾堡内拥有最多工厂的城市，被称为“施瓦本的利物浦”。1848年建造了火车站和通往斯图加特的铁路线，1880年已可通车到德国南部所有重要城市。
20世纪初海尔布隆是德国南部重要的货物运输枢纽和工业城市，1935年开通了海尔布隆到曼海姆的大型船只航道和海尔布隆运河港口，成为内卡河上重要的中转枢纽，时至今日是德国第十大内陆港口。1936年海尔布隆到斯图加特的高速公路通车。
经过德国行政区划改革后，海尔布隆在1938年成为新成立的海尔布隆县县府，同时也是一座市级县，当时人口约72000，成为继斯图加特之后的符腾堡第二大城市。
第二次世界大战中，海尔布隆多次成为空袭目标，1944年12月4日的空袭，使得海尔布隆老城全部被毁，超过6500人丧生，1945年4月12日美国军队占领海尔布隆。
二战结束后，海尔布隆人口仅剩下约14350，但在之后几年间迅速获得重建，而美军的占领也一直持续到1992年。
21世纪初，海尔布隆工业区又经历了大规模的改建。

## 葡萄种植

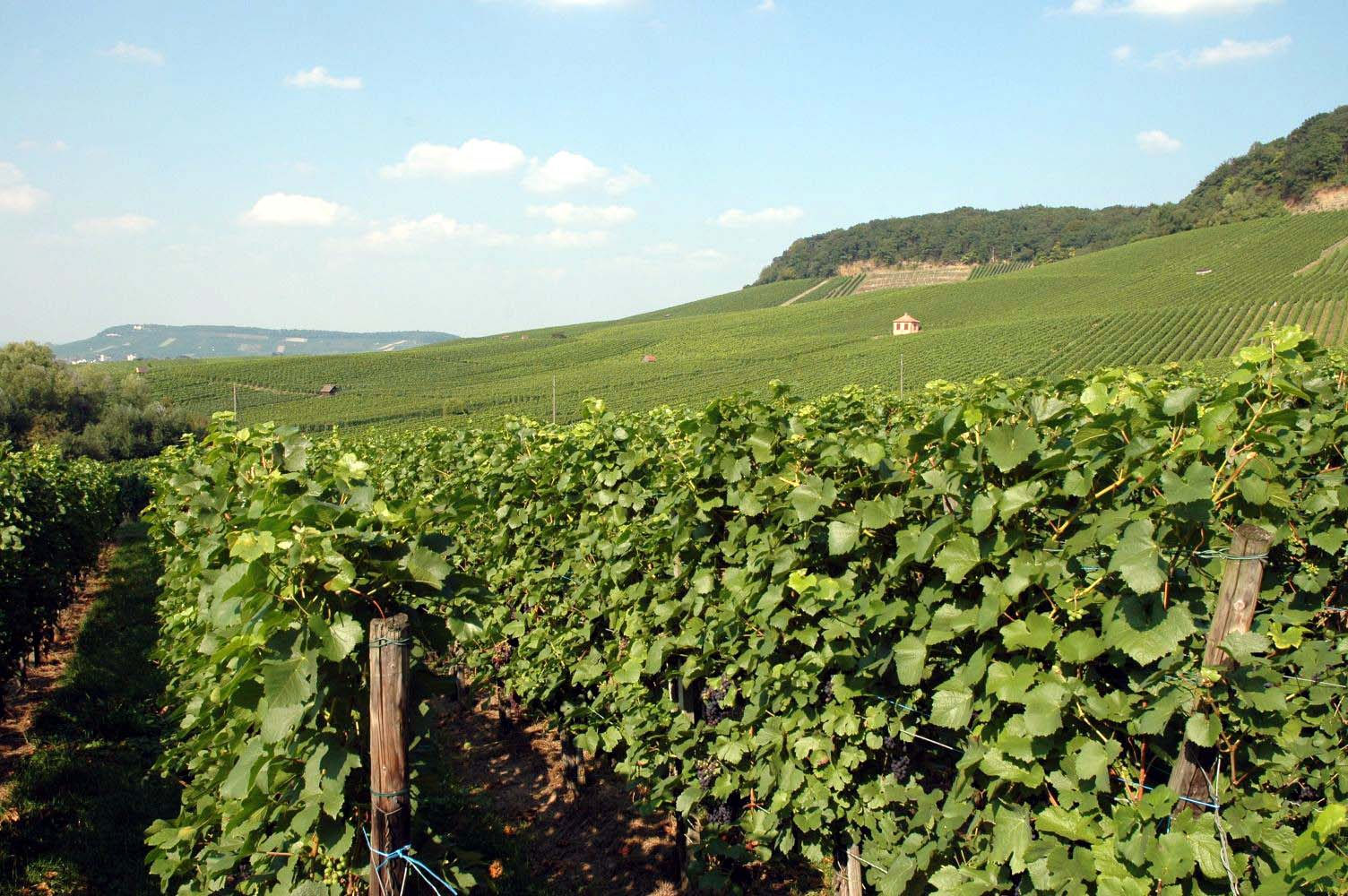
海尔布隆的葡萄园

海尔布隆位于巴登-符腾堡州北部富饶的内卡河谷地上，内卡河沿岸布满了葡萄园。海拔最高点在东南部的森林（海拔378米），最低点则是内卡河（海拔151米），市区南北长13公里，东西向19公里。
葡萄种植是海尔布隆一项重要的经济产业，葡萄园总面积有514公顷，其中的三分之二是红葡萄，是符腾堡地区第三大的葡萄园区。海尔布隆的葡萄种植有着悠久的历史，最早的记载出现在1146年，来自葡萄园主的税收以及与葡萄种植相关的产业，一直是海尔布隆最主要的经济来源。在神圣罗马帝国时期，每年的葡萄种植量是由议会严格规定的，1888年海尔布隆的葡萄园主们组建了自己的公司，其后又合并了周边地区的多家葡萄种植公司。此外，海尔布隆大学利用葡萄种植的地理优势，开设有自己的葡萄种植经济专业。

## 啤酒酿造
海尔布隆很久以来也是重要的啤酒加工地，1816年已有6家啤酒酿造厂，其中最著名和经营时间最长的是1865年建立的Cluss酿酒厂，它在1982年卖给了Dinkelacker，海尔布隆现今仅存少数几家家庭酿酒作坊。海尔布隆也是德国西南部人均露天啤酒馆座位最多的城市，因此被选为巴登-符腾堡州的“露天啤酒馆之都”。

## 市徽和市旗
海尔布隆的市徽纹章是金色背景上的一只红爪和红舌的黑色老鹰，胸前有一块红，白，蓝三色相间的盾徽，海尔布隆的市旗也是红，白，蓝三色相间。
这枚市徽可以追溯到1265年，老鹰是帝国自由的标志，海尔布隆曾是神圣罗马帝国时期的帝国自由城市，它不受任何贵族管辖，而是直辖于皇帝，直到后来被符腾堡大公国吞并。1556年，为了同其他城市市徽上的老鹰有所区别，便加上了三色的盾牌。值得一提的是，根据1935年德国城镇法和巴登-符腾堡州城镇法的规定，巴登-符腾堡州各城市的市旗只能由两种颜色组成，而海尔布隆由三种颜色组成的市旗因为在1935年前业已存在，因而被特批继续使用。

## 友好城市
海尔布隆有下列姐妹城市：
| 城市             | 国家 | 缔结日期 |
| ---------------- | ---- | -------- |
| 贝济耶           | 法國 | 1965年   |
| 索洛图恩         | 瑞士 | 1981年   |
| 斯托克波特       | 英国 | 1982年   |
| 奥得河畔法兰克福 | 德国 | 1988年   |
| 斯武比采         | 波蘭 | 1998年   |

1966年到2015年间，该市还与威尔士的尼思塔尔伯特港拥有姐妹城市关系。尼思塔尔伯特港在2015年6月因财政原因终止了这一合作关系。